# Koga Keitaro
Keitaro Koga (sinh ngày 27 tháng 4 năm 1991) là một cầu thủ bóng đá người Nhật Bản.

## Sự nghiệp câu lạc bộ
Keitaro Koga đã từng chơi cho FC Ryukyu.